# Petro Kalnyschewskyj

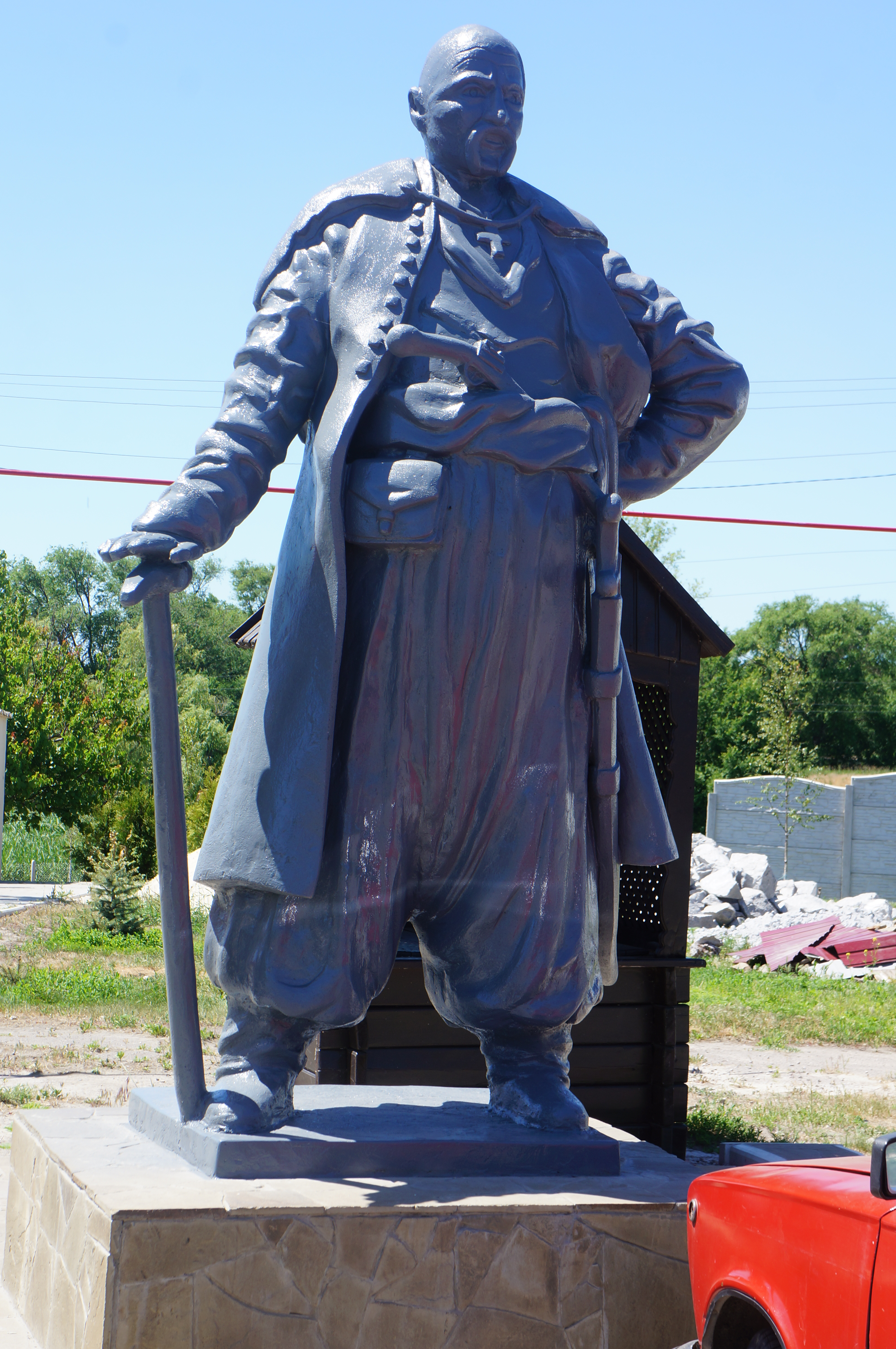
Denkmal für Petro Kalnyschewskyj in Petrykiwka

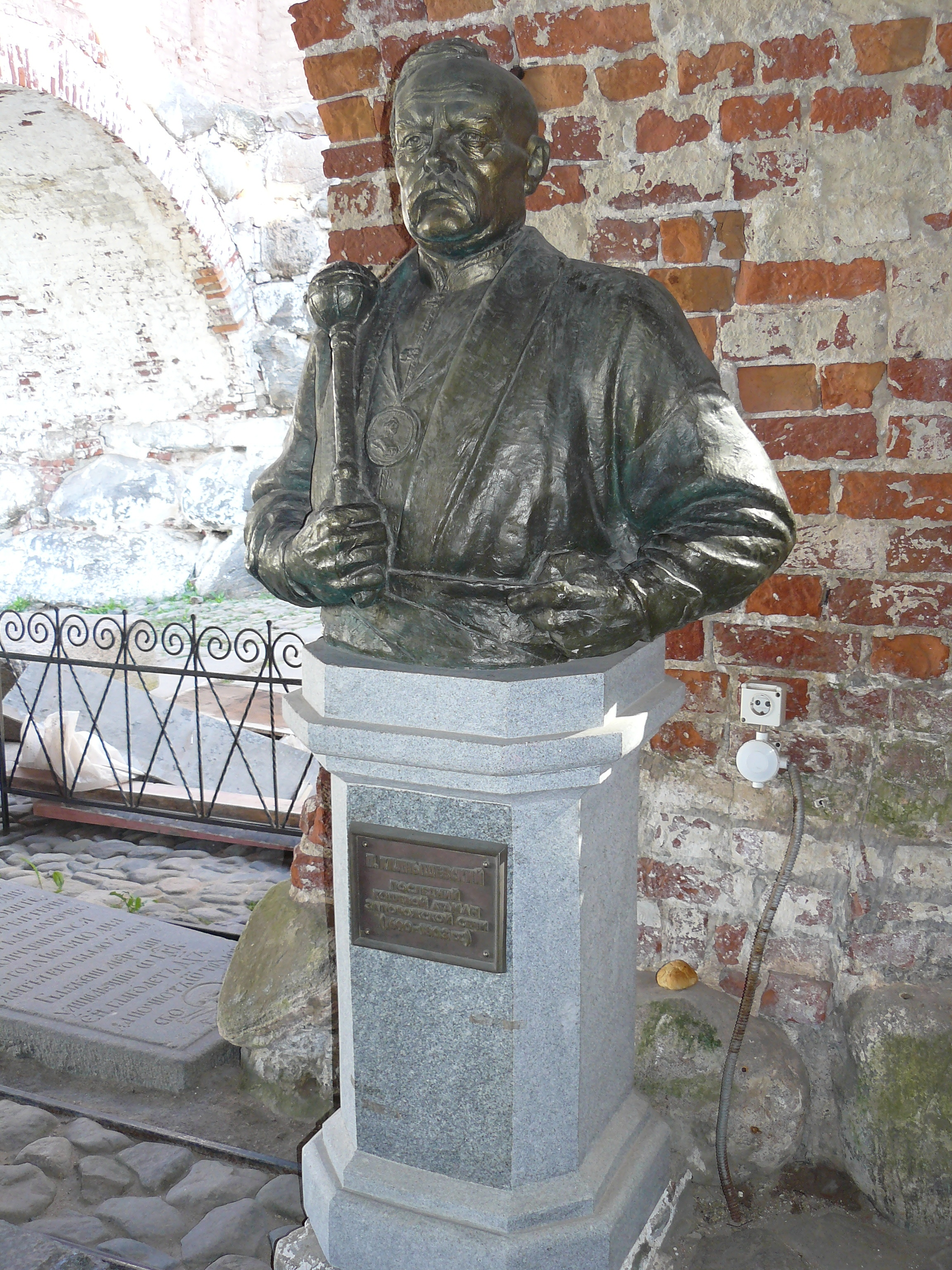
Denkmal im Solowezki-Kloster

Petro Iwanowytsch Kalnyschewskyj (ukrainisch Петро Іванович Калнишевський, russisch Пётр Иванович Калнышевский Pjotr Iwanowitsch Kalnyschewski; * 12. Juli 1691 in Pustowijtiwka, Russisches Kaiserreich; † 31. Oktoberjul. / 12. November 1803greg. im Solowezki-Kloster, Russisches Kaiserreich) war ein ukrainischer Kosakenführer und der letzte Kosch-Ataman (Кошовий отаман) der Saporoger Kosaken. Er ist ein Heiliger der Ukrainisch-Orthodoxen Kirche. Sein Gedenktag in der Liturgie ist der 13. November.

## Leben
Petro Kalnyschewskyj kam in Pustowijtiwka (Пустовійтівка) im heutigen Rajon Romny der ukrainischen Oblast Sumy zur Welt.
Kalnyschewskyj war erstmals 1762 Ataman der Sitsch der Saporoger Kosaken und erneut von 1765 bis zur Zerstörung der Sitsch 1775. 
Als Ataman befehligte er die Einheiten der Kosaken im 5. Russischen Türkenkrieg und wurde daraufhin mit dem Orden des Heiligen Andreas des Erstberufenen geehrt und zum Generalleutnant befördert. 
Nach der Zerstörung der Saporoger Sitsch wenige Tage zuvor wurde er auf Befehl von Kaiserin Katharina II. am 25. Juni 1775 verhaftet und sein gesamtes Vermögen beschlagnahmt. Man verbrachte Kalnyschewskyj zunächst nach Moskau und im Anschluss, auf Vorschlag von Fürst Grigori Potemkin, wurde er ab Ende Juli 1776 im Solowezki-Kloster auf den Solowezki-Inseln im Weißen Meer inhaftiert, wo er sein restliches Leben verbrachte.
Der russische Kaiser Alexander I. begnadigte ihn 1801. Kalnyschewskyj verblieb jedoch, zwischenzeitlich erblindet und hochbetagt, im Kloster.
Zwei Jahre später starb er dort 112-jährig und wurde an einem Ehrenplatz auf dem südlichen Hof der Verklärungskathedrale des Erlösers beerdigt.

## Kanonisierung
Petro Kalnyschewskyj wurde am 12. Juli 2008 anlässlich des 900. Jahrestages des St. Michaelsklosters und des 1020. Jahrestages der Taufe der Kiewer Rus in Kiew von der Ukrainisch-Orthodoxen Kirche – Kiewer Patriarchats heiliggesprochen.
Im Dezember 2014 wurde er dann auch von der Ukrainisch-Orthodoxen Kirche Moskauer Patriarchats heiliggesprochen.